# Pervenche de Madagascar
 Catharanthus roseus
Espèce
Classification phylogénétique
La Pervenche de Madagascar (Catharanthus roseus) est une espèce de plantes à fleurs de la famille des Apocynacées. C'est une plante herbacée pérenne originaire et endémique de Madagascar
Elle est largement cultivée et naturalisée dans les régions tropicales et subtropicales. Elle est notamment connue pour contenir de la vincristine et de la vinblastine, des molécules utilisées dans le traitement chimiothérapeutique de nombreux cancers.

## Historique et dénomination
Cette espèce a été décrite par le naturaliste suédois Carl von Linné en 1759, sous le nom initial de Vinca rosea. Révisée par le botaniste britannique George Don en 1837 qui l'a classée dans le genre Catharanthus.

### Synonymes
- Vinca rosea L. basionyme
- Ammocallis rosea (L.) Small [3]
- Lochnera rosea (L.) Reichenb. ex Spach [4]
- Pervinca rosea (L.) Gaterau [5]
- Vinca speciosa Salisb[6].

### Noms vernaculaires
Elle est aussi appelée en créole Kaka poul ou Zèb a sosyé aux Antilles françaises et Guillemette, Rose amère, Vinca à La Réunion et Saponaire, Pervenche à l'Ile Maurice.

## Taxinomie

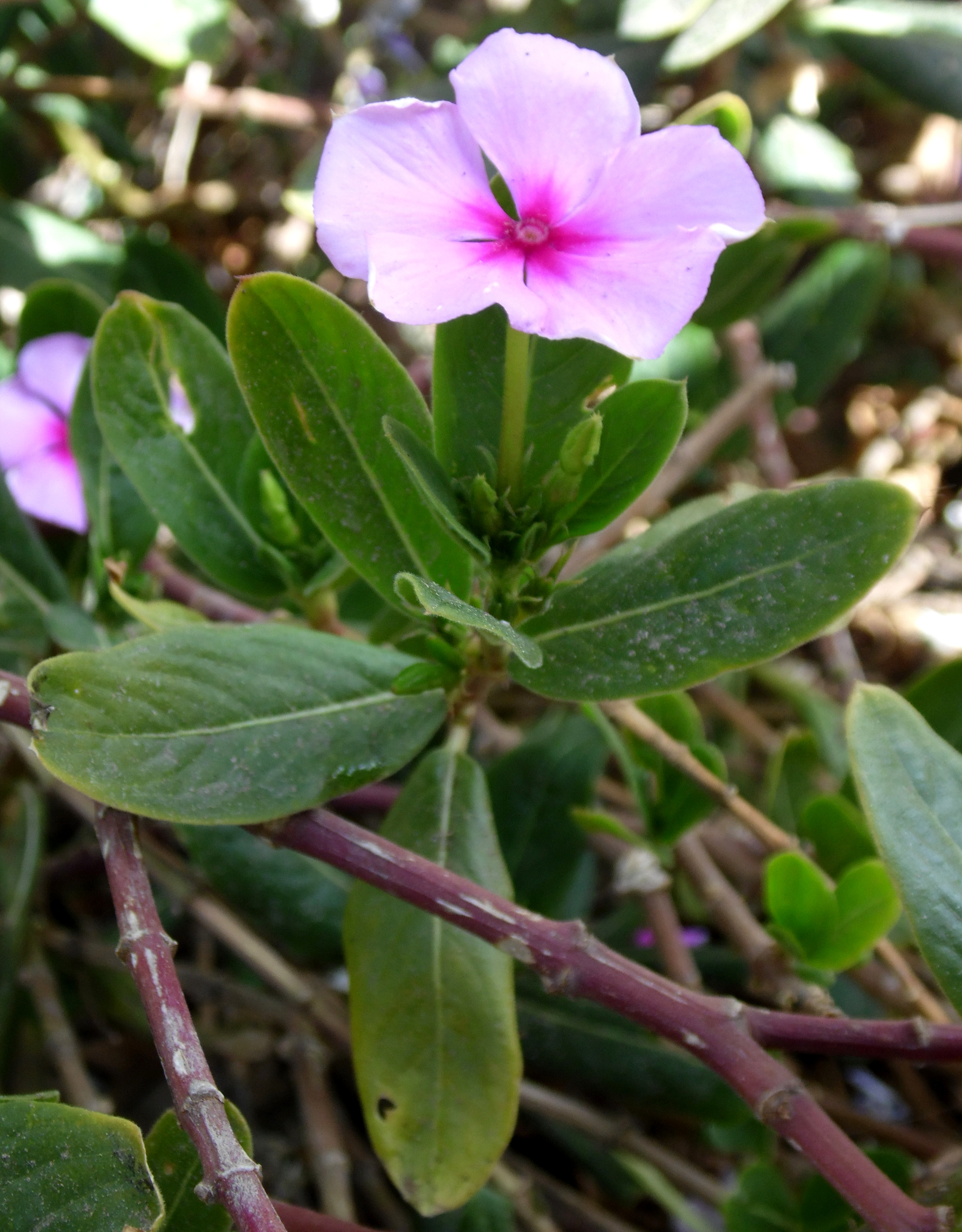
Pervenche de Madagascar.

Deux variétés sont reconnues :
- Catharanthus roseus var. roseus

Synonymie pour cette variété
Catharanthus roseus var. angustus Steenis ex Bakhuizen f.
Catharanthus roseus var. albus G.Don 
Catharanthus roseus var. occellatus G.Don
Catharanthus roseus var. nanusMarkgr.
Lochnera rosea f. alba (G.Don) Woodson
Lochnera rosea var. ocellata (G.Don) Woodson
- Catharanthus roseus var. angustus (Steenis) Bakh. f[12].

Synonymie pour cette variété
Catharanthus roseus var. nanus Markgr.
Lochnera rosea var. angusta Steenis 

## Description

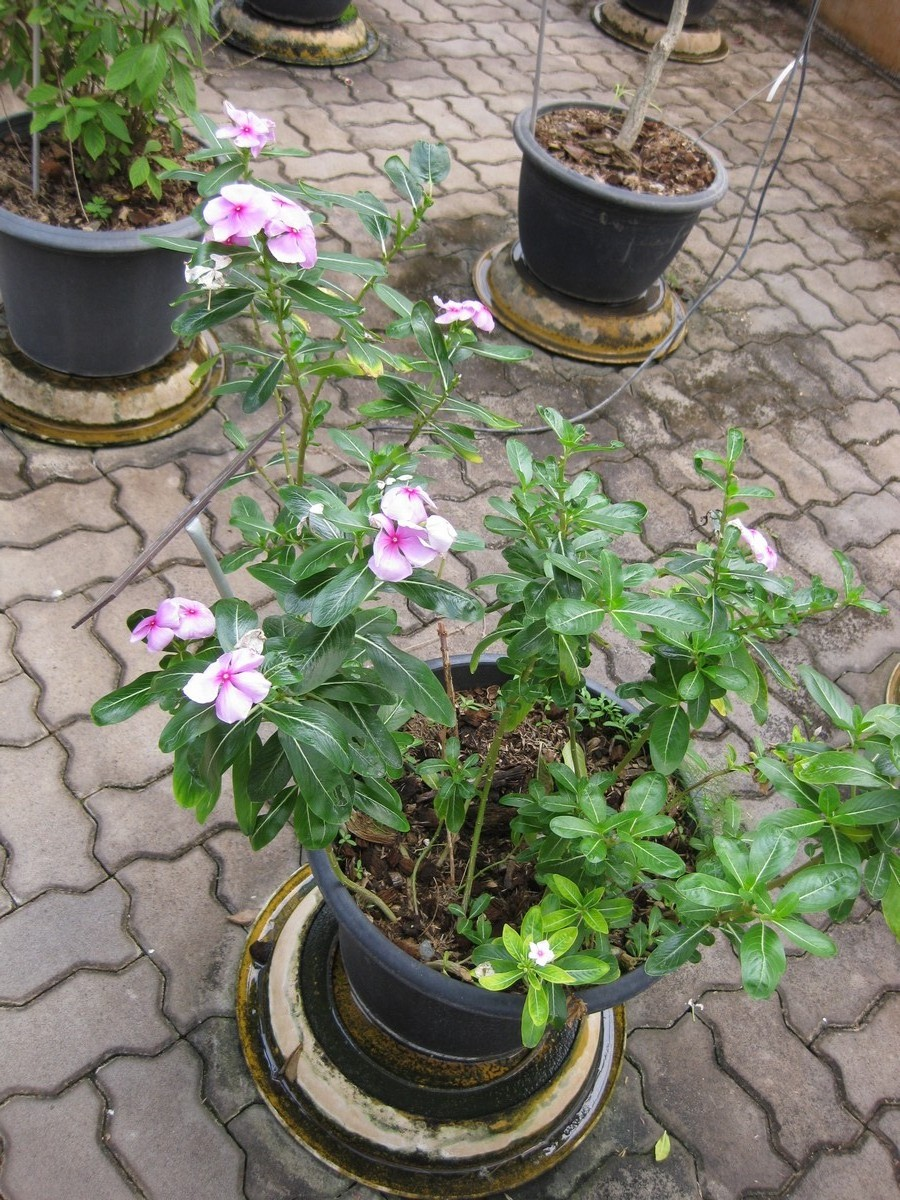
Pervenche de Madagascar, au Jardin botanique de la reine Sirikit, en Thaïlande.

C'est un arbrisseau persistant ou une plante herbacée, d'odeur désagréable, pouvant mesurer jusqu'à 1 m de hauteur.

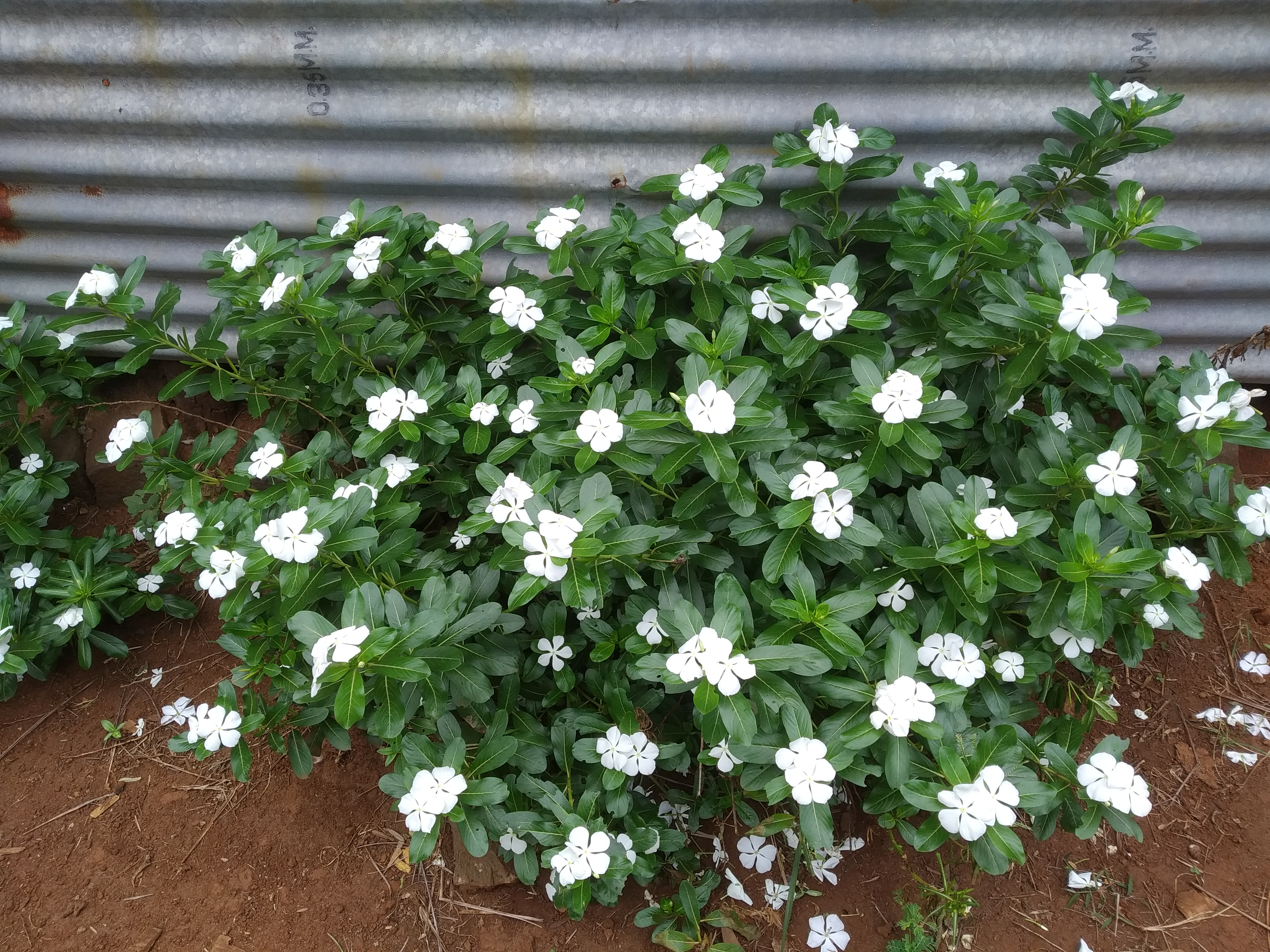
pervenche de Madagascar.

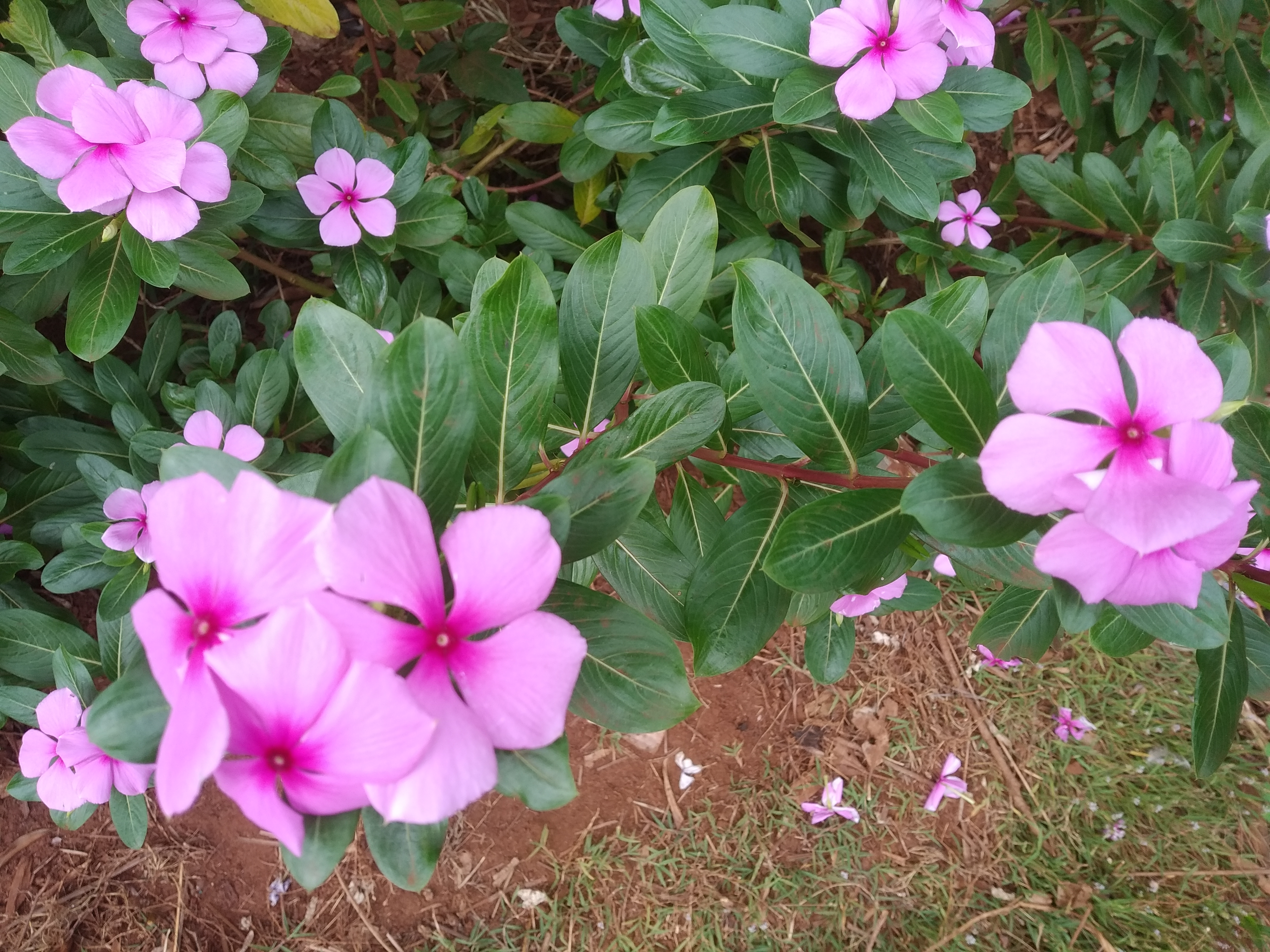
pervenche de Madagascar.

Les feuilles sont entières, ovales à oblongues, 2,5 à 9 cm de long et 1 à 3,5 cm de large, vert brillant, glabres, avec une nervure médiane pâle et un court pétiole de 1 à 2 cm de long ; elles sont disposées en paire opposées.
Les fleurs sont de couleur blanche à rose foncé avec un centre rouge sombre, un tube de base 2.5–3 cm de long et une corolle à tube très étroit de 20–30 mm, de 2–5 cm de diamètre, avec cinq lobes étalés, en forme de pétales. La floraison s'étale sur toute l'année.
Le fruit est une paire de follicules, pubescents, de 2 à 4 cm de long et de 3 mm de large.

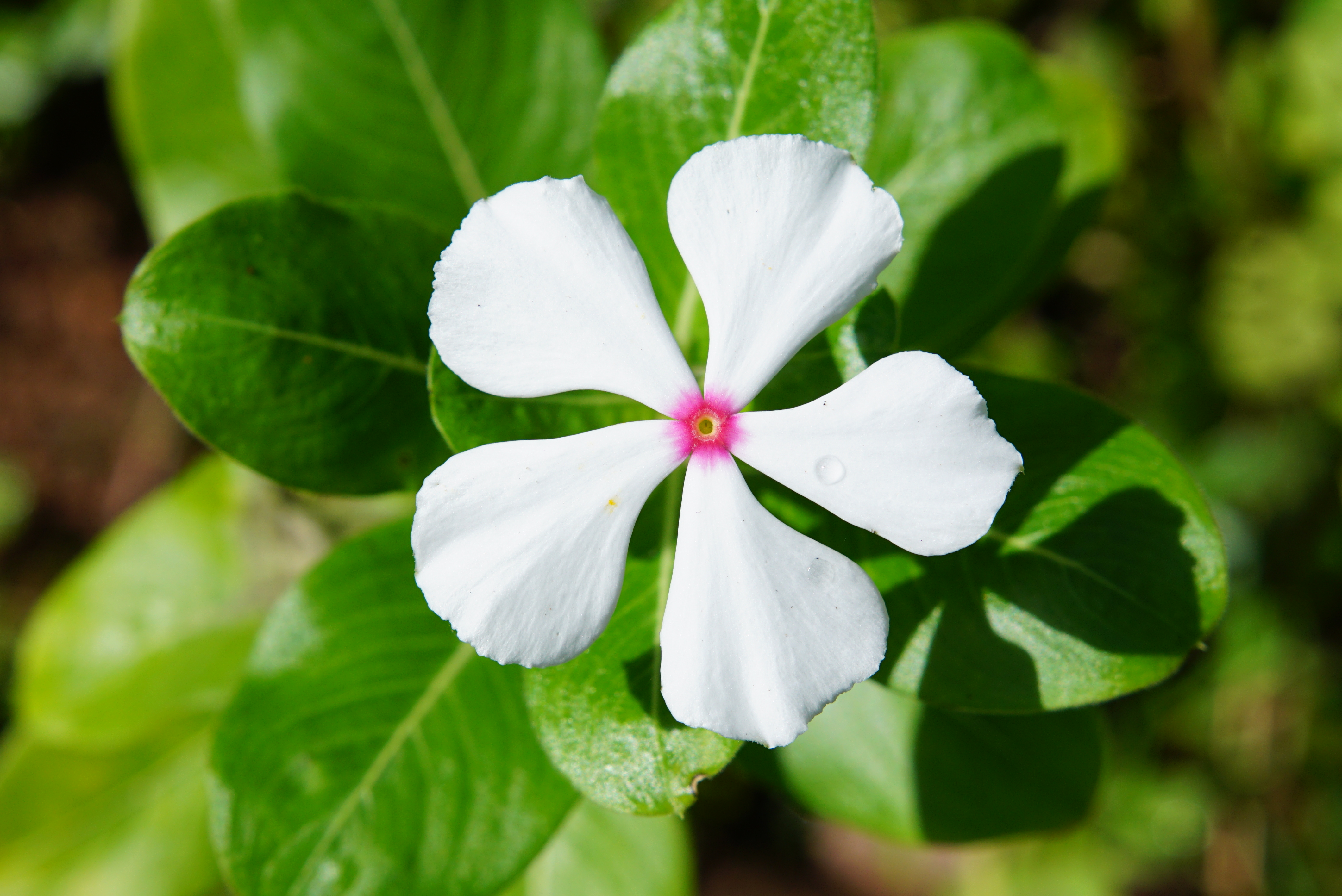
Fleur de Pervenche de Madagascar.
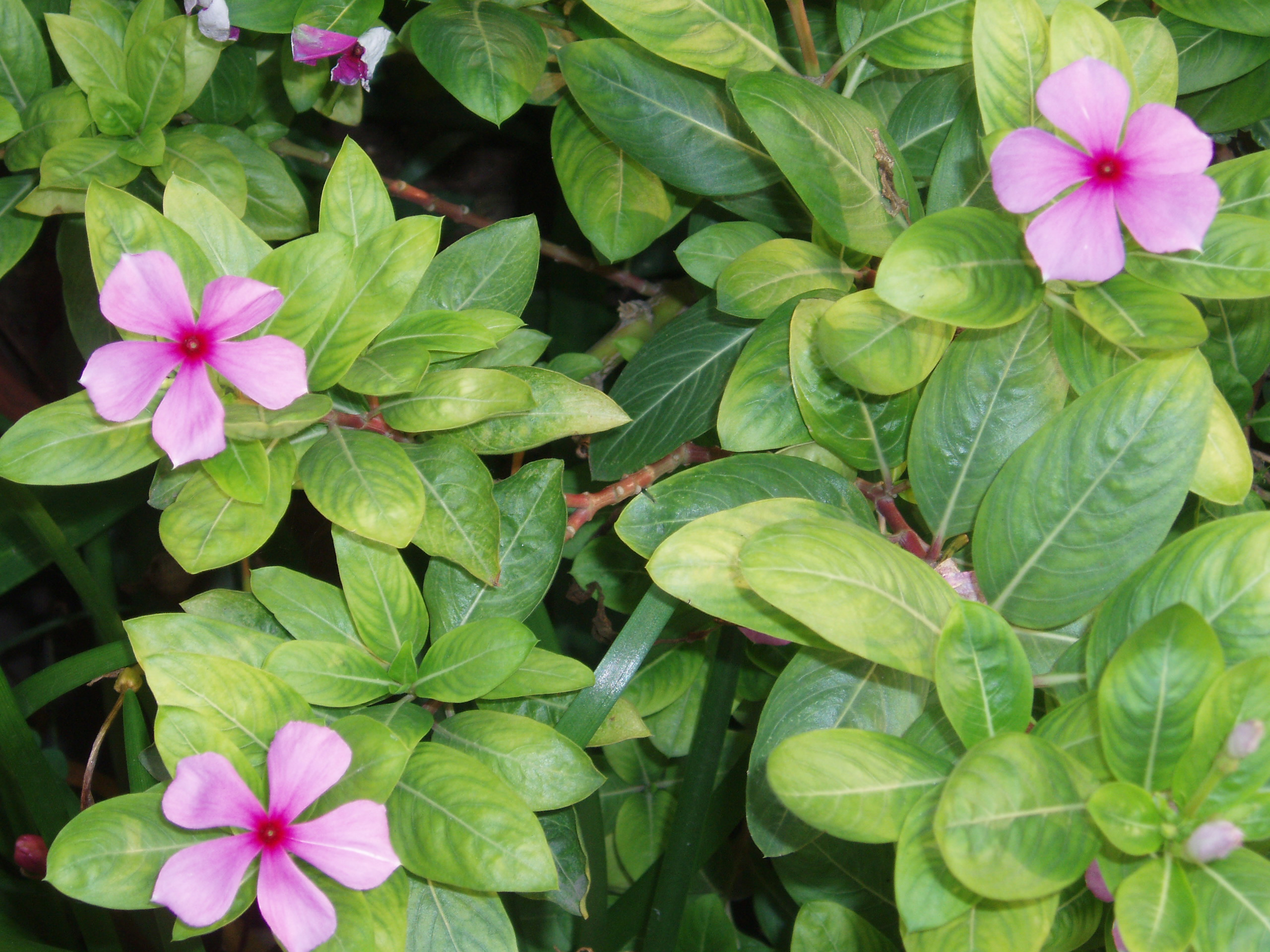
Pervenche de Madagascar.
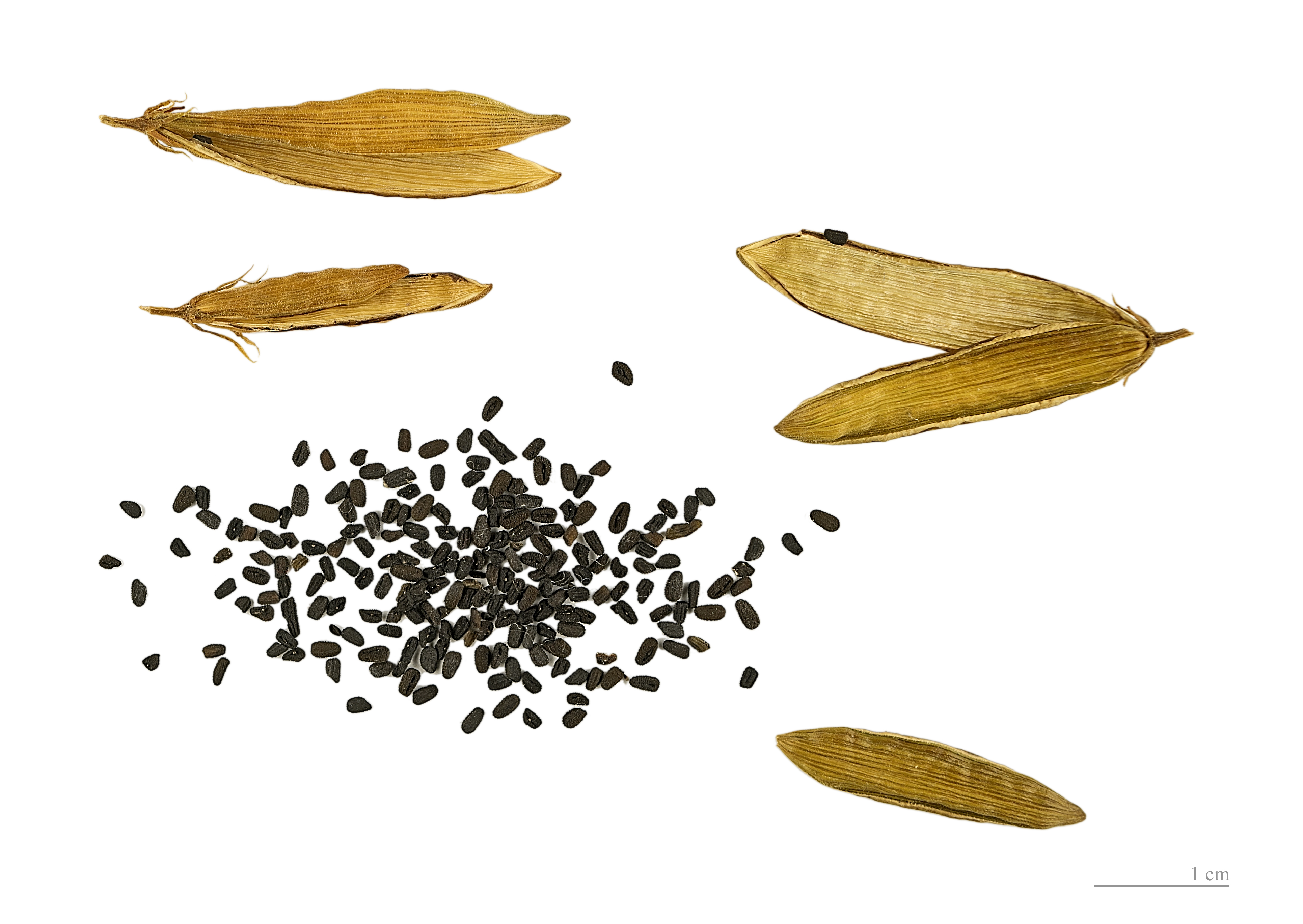
Fruits et graines Muséum de Toulouse.
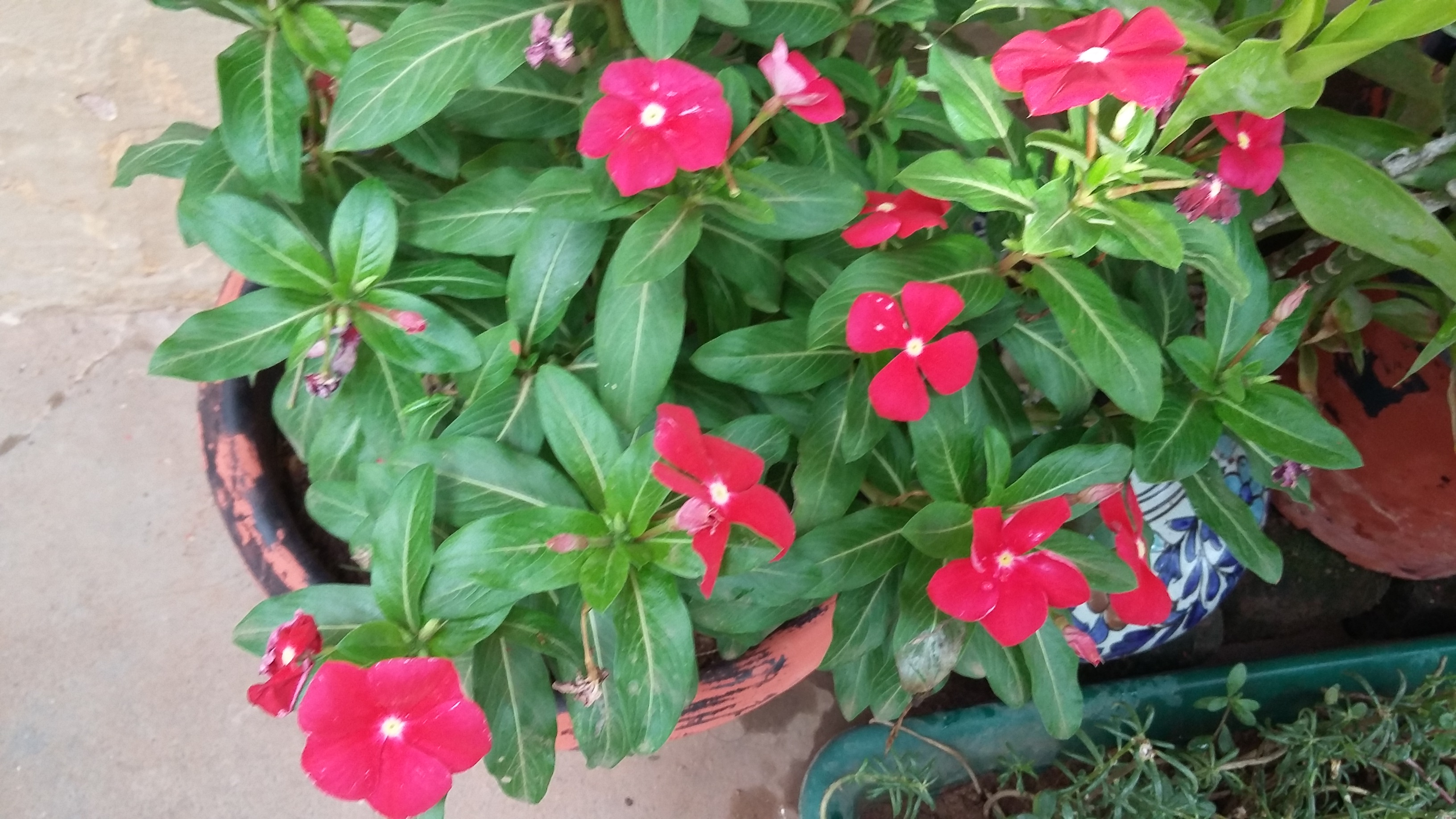
Cultivar de bigorneau rouge de Madagascar.

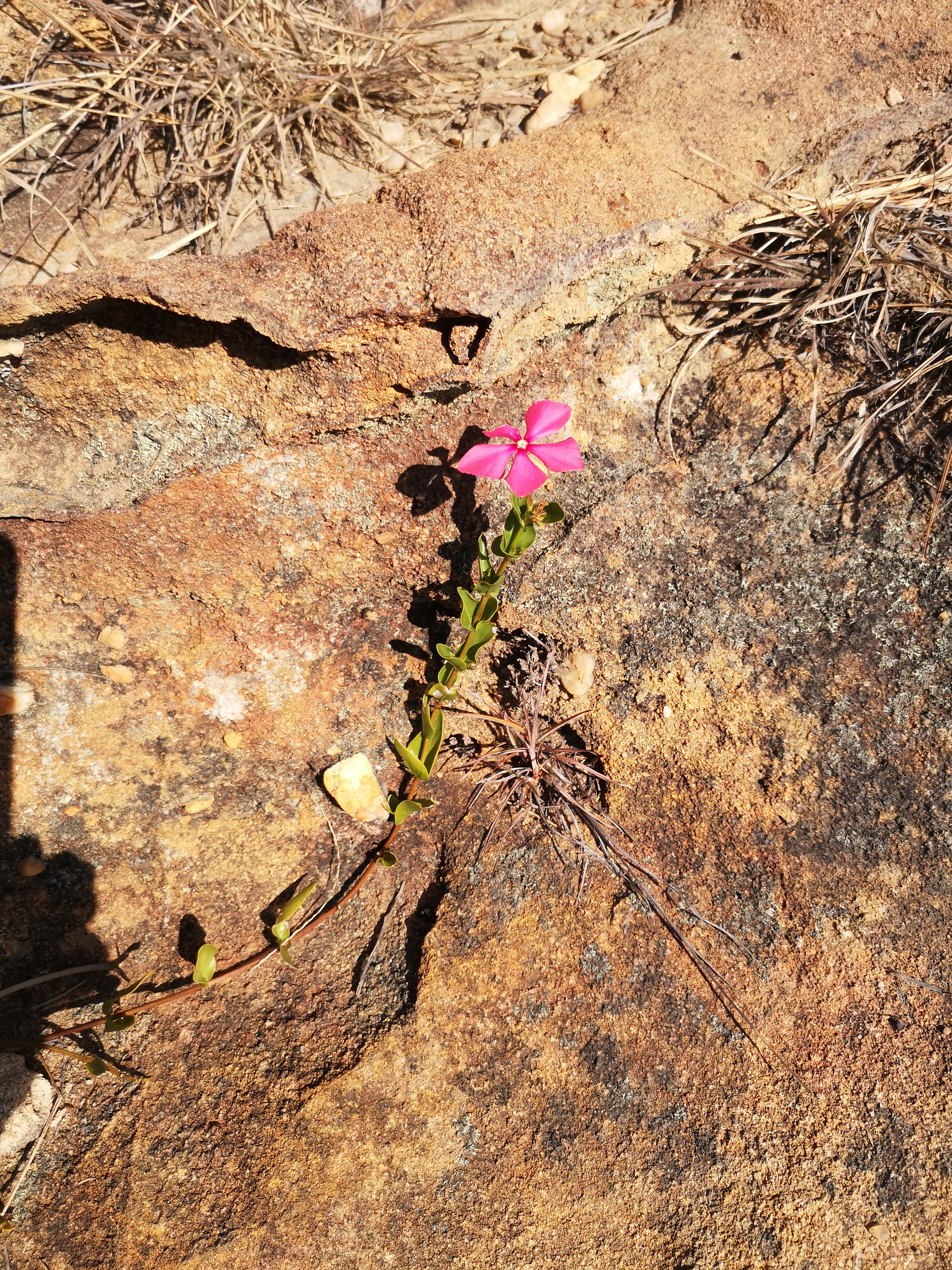
Pervenche de Madagascar, au Parc national de l'Isalo, à Madagascar.

## Écologie
Cette espèce endémique de Madagascar pousse aussi bien dans les zones humides que dans les zones sèches, presque arides, du niveau de la mer jusqu'à 1 500 mètres d'altitude.
Elle se rencontre dans les prairies, les cultures, les forêts claires et le long des chemins.
Elle est actuellement cultivée et naturalisée sous les tropiques.

## Propriétés[15]
Les parties aériennes de la Pervenche de Madagascar renferment de 0,2 à 1 % d’alcaloïdes. Les composés intéressants sur le plan pharmacologique sont des alcaloïdes formés par le couplage de deux alcaloïdes monomères, un indole et un dihydroindole. Il a été isolé 71 alcaloïdes différents dont la vincristine, la vinblastine, la leurosidine etc. Leur complexité n'a pas permis pour l'instant de les synthétiser en laboratoire. Les feuilles sont par ailleurs très riches en acide-phénols (96 % d’acide 5-O-caffeoylquinique) et en flavonoïdes.
La racine séchée contient de l'ajmalicine, molécule anti-hypertensive, servant à améliorer la fonction cérébrale du sujet âgé.

## Utilisations
Cette plante est utilisée à des fins thérapeutiques et comme une plante ornementale.

### Médicinales
Dans la médecine traditionnelle malgache, les pervenches sont utilisées en décoction pour soigner les problèmes de foie, pour traiter l'hypertension et pour atténuer les diabètes.
En médecine traditionnelle chinoise et en médecine ayurvédique, des extraits de celle-ci ont été utilisés pour traiter de nombreuses maladies, y compris le diabète, le paludisme et la maladie de Hodgkin.
Les principes actifs (vinblastine et vincristine) extraits de la plante sont des antimitotiques, permettant de produire des médicaments contre le cancer, notamment les lymphomes (hodgkiniens et non-hodgkiniens) et les leucémies aiguës.
En format injection ou gélules, la pervenche de Madagascar est utilisée dans la phitoterapie pour  Soigner les cancer du sein, cancer du col de l'utérus.
L'utilisation de cette plante et les dépôts récents de brevets sur C. roseus par l'industrie pharmaceutique occidentale, sans compensation pour les autochtones, a conduit à des accusations de biopiraterie.
La plante peut être dangereuse si elle est consommée par voie orale. Elle peut être hallucinogène, et est citée (sous son synonyme Vinca rosea) dans le « Louisiana State Act 159 (en) ». Comme la plupart des molécules ayant une activité antitumorale, les alcaloïdes binaires de la pervenche de Madagascar ont une toxicité élevée.
C. roseus est utilisé en phytopathologie à titre expérimental comme hôte pour les phytoplasmes. En effet, l'espèce est facile à infecter par une grande majorité de phytoplasmes, et a souvent des symptômes très distinctifs tels que phyllodie et réduction significative de la taille des feuilles.
La décoction de toutes les parties de Catharanthus roseus est réputée comme agent hypoglycémique par voie orale. Elle se prend aussi pour traiter le paludisme, la dengue, la diarrhée, le diabète, le cancer et les maladies de peau.

### Ornementales
Comme plante ornementale, elle est populaire dans les jardins tropicaux et subtropicaux où les températures ne tombent jamais sous 5 à 7 °C. Appréciée pour sa résistance en terre aride et pauvre, elle est en outre connue pour sa longue durée de floraison, tout au long de l'année dans des conditions climatiques tropicales, et du printemps à la fin de l'automne dans les climats tempérés chauds.

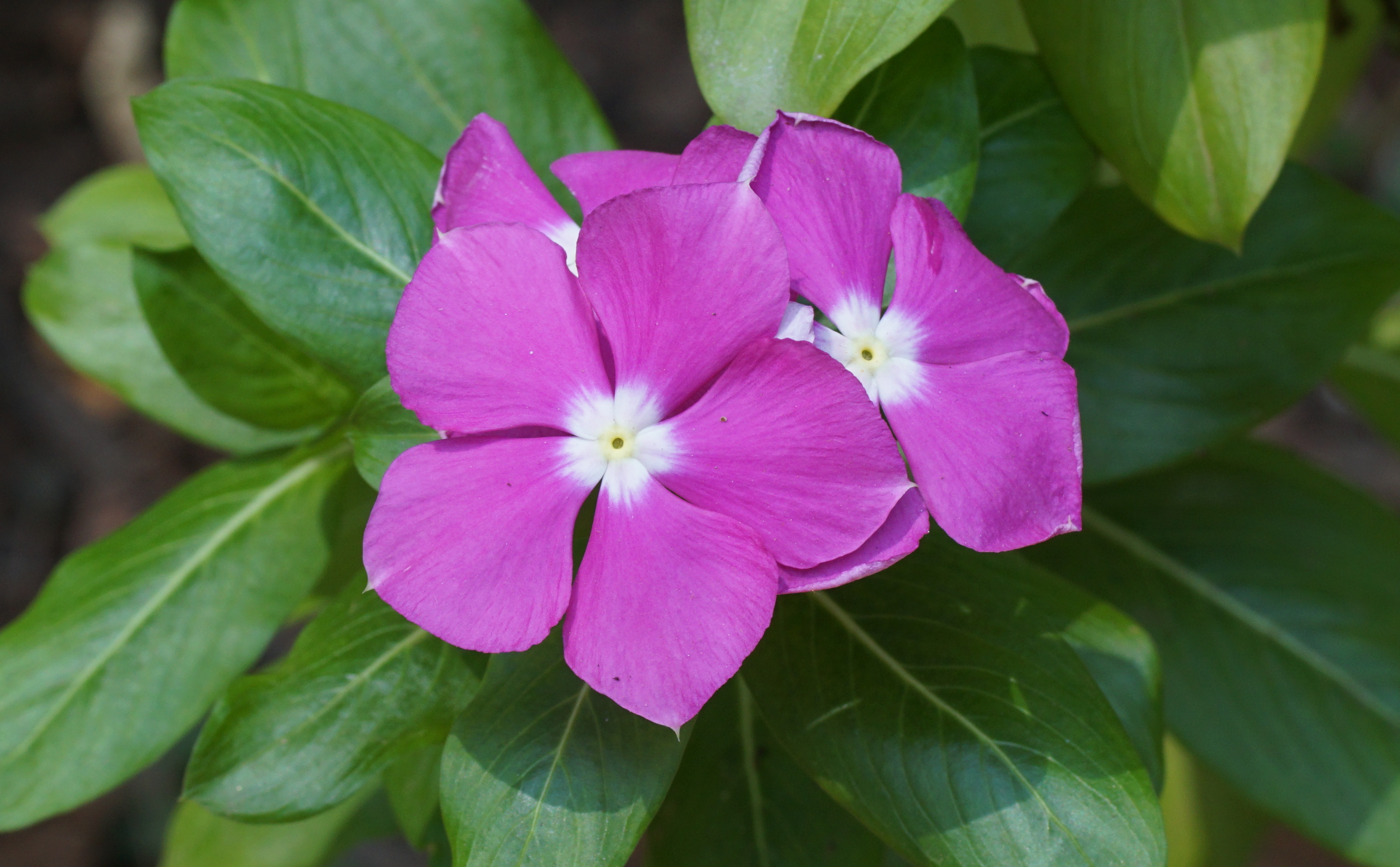
Catharanthus roseus de couleur rose et blanche au milieu.

Elle apprécie le plein soleil et un sol bien drainé. De nombreux cultivars ont 

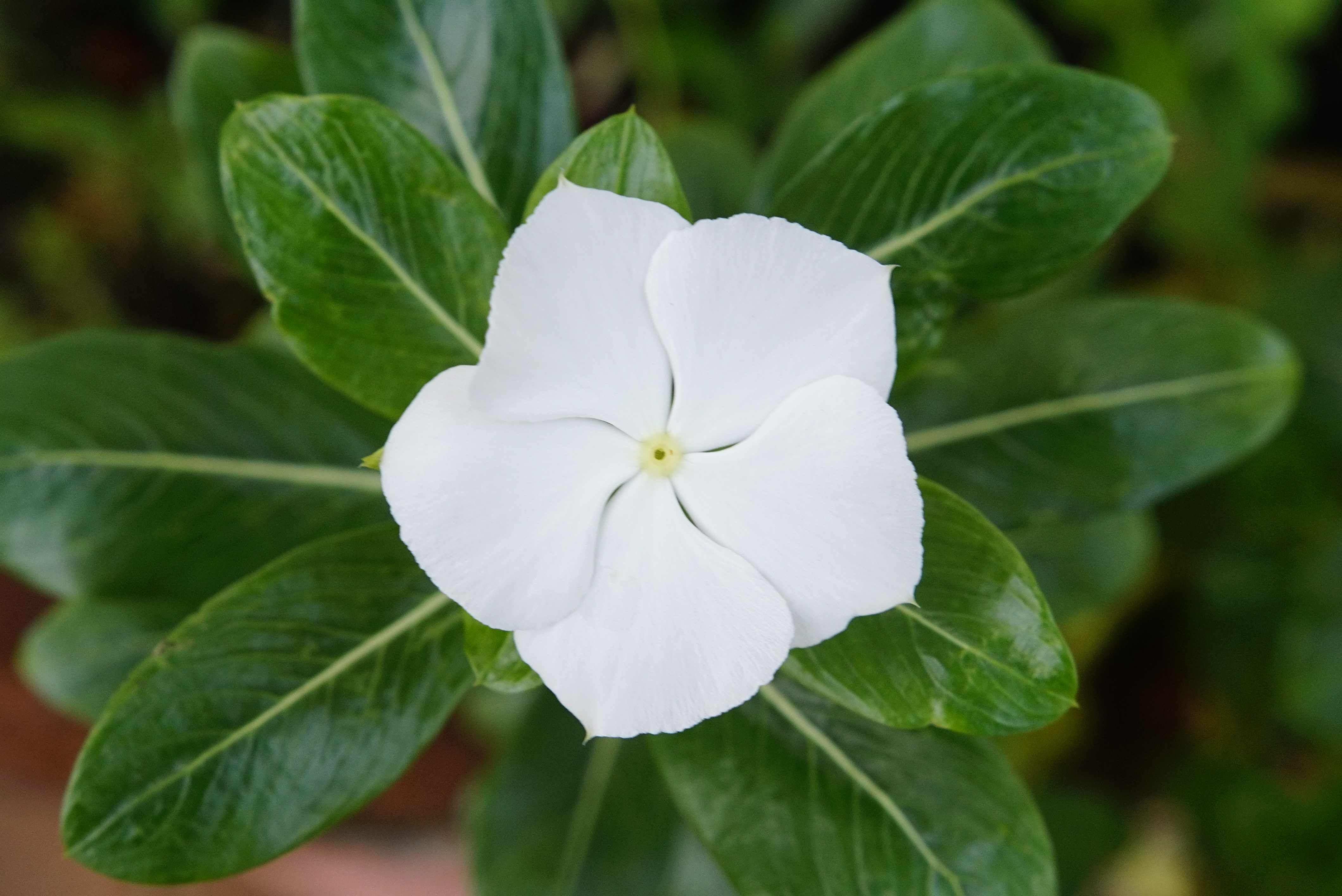
Catharantus roseus fleur de couleur blanche.

 été sélectionnés, pour les variations de la couleur des fleurs (blanc, mauve, pêche, rouge et écarlate-orange), et également pour leur tolérance à des conditions de culture plus froides dans les régions tempérées. Parmi les cultivars, on peut citer 'Albus' (fleurs blanches), « Grape Cooler » (rose ; tolérant au froid), le Groupe ocellatus (différentes couleurs), et « Peppermint Cooler » (blanc avec un centre rouge ; tolérant au froid)
.

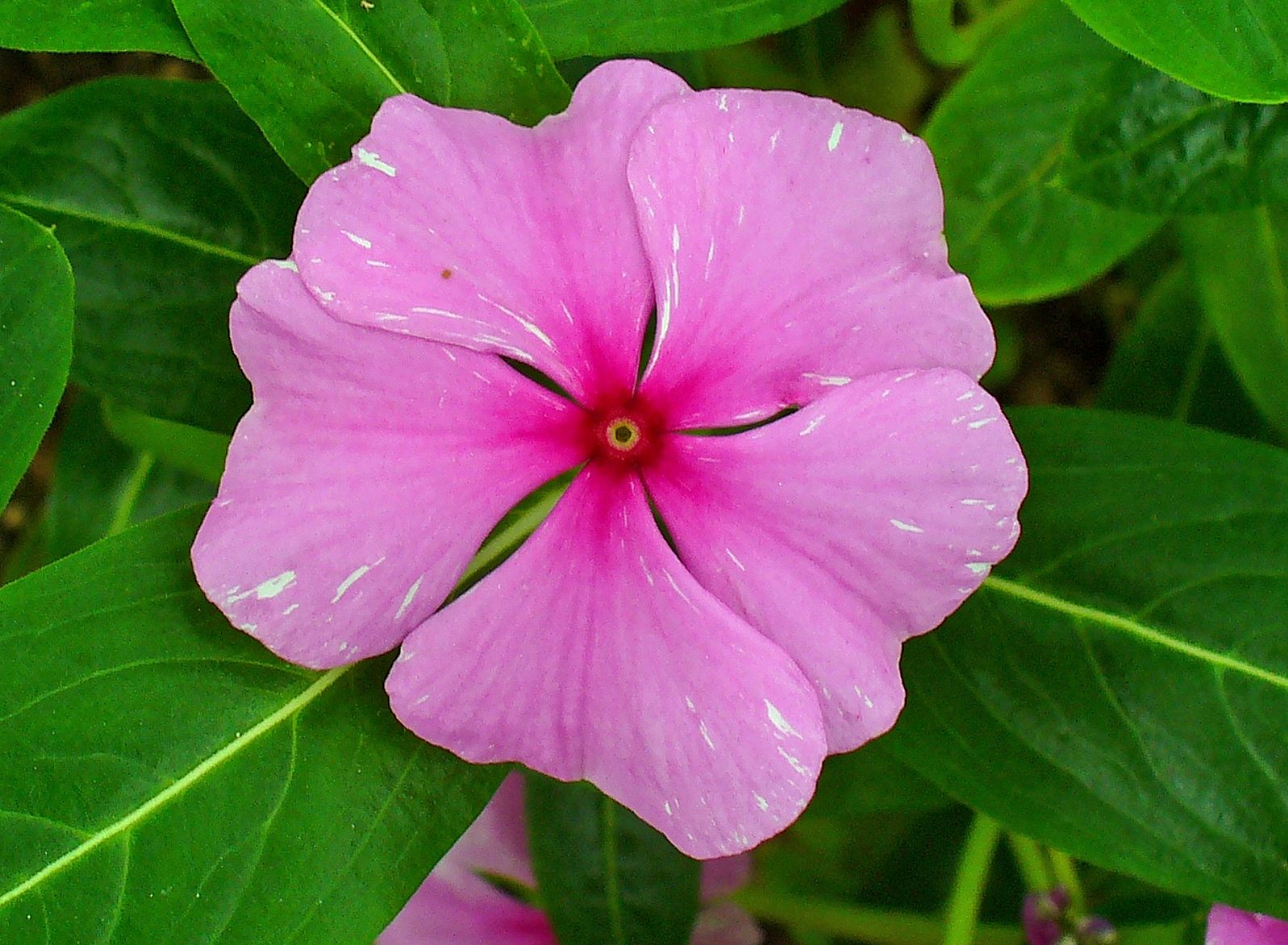
Catharanthus roseus fleur de couleur rose.

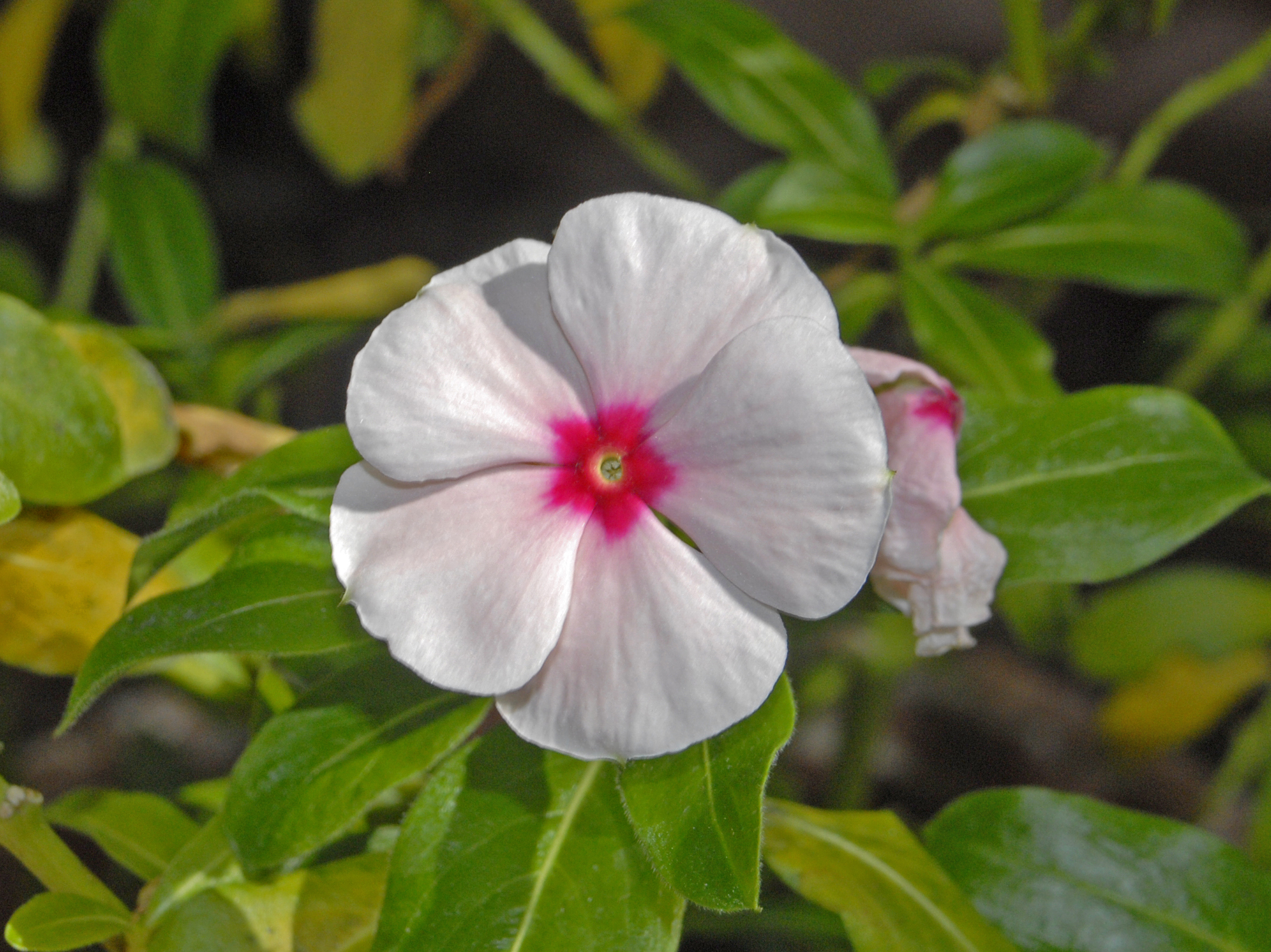
Catharanthus roseus de couleur blanche et rose au milieu.

La plante est utilisée pour protéger les jardins des Fourmis manioc du fait que ses alcaloïdes empoisonnent leurs cultures chtoniques de champignons. 

## Alcaloïdes
La plante contient les alcaloïdes suivants :
- Vincristine, utilisé dans la chimiothérapie du cancer.
- Vinblastine
- Réserpine
- Ibogaïne
- Yohimbine
- Raubasine.